# Йоланда Сальдівар
Йоланда Сальдівар (ісп. вимова: [ɟʝoˈlanda salˈdiβaɾ] ; нар. 19 вересня 1960, Сан-Антоніо, Техас, США) — колишня американська медсестра, яка була засуджена за вбивство співачки  Селени Кінтанільї-Перес у 1995 році. Сальдівар, яка народилася в Сан-Антоніо, була президентом фан-клубу Селени та менеджером її магазинів одягу, але була звільнена з обидвох посад незадовго до вбивства, коли родина співачки виявила, що вона розкрадала гроші двох організацій.

## Біографія
Сальдівар народилася 19 вересня 1960 року в Сан-Антоніо, штат Техас. Вона — одна з семи дітей Френка і Хуаніти Сальдівар.

### Фан-клуб Селени
Сальдівар, колишня медсестра, була шанувальницею музики кантрі. Після відвідування одного з концертів Селени вона почала постійно телефонувати батькові Селени, Аврааму Кінтанільї, щоб створити фан-клуб співачки у Сан-Антоніо. Зрештою Кінтанілья погодився на вмовляння Сальлівар, і вона одразу стала президентом клубу .
Згодом Сальдівар підвищили до посади менеджера магазинів одягу Селени, Selena Etc .
В 1993 році фан-клуб співачки досяг 1500 членів, а згодом зріс до 5000. Він став одним із найбільших фан-клубів у районі Сан-Антоніо .

## Вбивство Селени
На початку 1995 року родина Селени виявила, що Сальдівар розкрадала гроші як у фан-клубі, так і в її магазинах одягу, що призвело до звільнення Йоланди в перший тиждень березня. Вранці 31 березня Селена погодилася зустрітися з Сальдівар у мотелі Days Inn у Корпус-Крісті щоб отримати фінансові документи, які Сальдівар відмовлялася їй передати. Сальдівар не бажала повертати документи та стверджувала, що її зґвалтували в Мексиці. Селена відвезла Сальдівар до місцевої лікарні, де їм сказали, що гінекологічний огляд потрібно зробити в іншому місці, оскільки напад нібито стався в іншій країні.
Вони повернулися в мотель, де Селена знову зажадала отримати документи від Йоланди. Сальдівар дістала зі своєї сумочки револьвер 38 Taurus Model 85 і направила його на співачку. Селена намагалася втекти, але Сальдівар вистрілила їй у спину, пошкодивши артерію. Важко поранена Селена побігла до вестибюлю мотелю за допомогою але Сальдівар послідувала за нею.
Селена впала на підлогу, коли клерк мотелю подзвонив у 911. Пізніше співачка померла в лікарні від втрати крові о 1:05 вечора.

## Суд і ув'язнення

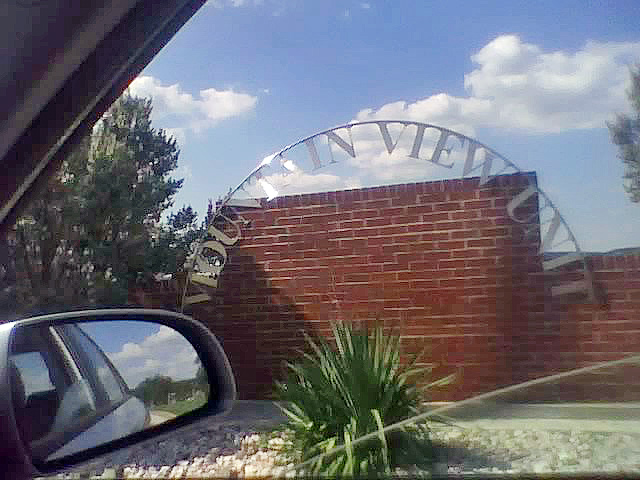
Підрозділ Маунтін-В'ю, тепер підрозділ Патріка О'Деніела, де утримується Сальдівар

Латиноамериканська спільнота Сполучених Штатів уважно стежила за судом над Сальдівар у справі про вбивство Селени. Суд не транслювався по телебаченню, але камери були дозволені в приміщенні суду. Місце проведення судового засідання було перенесено до Х'юстона, штат Техас, після того, як адвокати Сальдівар довели, що вона не могла отримати справедливий суд у рідному місті Селени.
Перед початком судового процесу CNN повідомила, що прокуратура повинна була представити поліції суперечливе зізнання підписане Сальдівар, у якому вона сказала, що застрелила Селену «під час сварки через звинувачення батька співачки в тому, що Сальдівар викрала гроші з рахунків Селени». Очікувалося, що захист представить свідчення техаського рейнджера Роберта Гарзи про те, що «він почув, як Сальдівар стверджувала, що стрілянина була випадковою, і що вона заперечувала, коли поліція не включила це в її заяву».
Адвокат захисту стверджував, що стрілянина була випадковою, але сторона обвинувачення зазначила, що Сальдівар, яка була медсестрою, не дзвонила в 911 і не намагалася допомогти Селені після того, як її поранила.
Присяжні радилися менше трьох годин 23 січня 1995 року, перш ніж визнати Сальдівар винною у вбивстві . Через три дні, Сальдівар була засуджена до довічного позбавлення волі з можливістю умовно-дострокового звільнення через тридцять років. Це був максимальний тюремний термін, дозволений у Техасі на той час.
22 листопада 1995 року вона прибула до підрозділу Гейтсвілла (нині підрозділ Крістіни Мелтон Крейн), штат Техас, для проходження всіх процедур пов'язаних із засудженням.
Зараз Салдівар відбуває покарання у вигляді довічного позбавлення волі у відділі імені Патріка О'Деніела в Гейтсвіллі, яким керує Техаський департамент кримінального правосуддя. 30 березня 2025 року, вона матиме право просити умовно-дострокове звільнення .

## Після засудження
Револьвер, яким убили Селену, зник після суду. Пізніше його знайшли в коробці з канцелярським приладдям у домі судового репортера Сандри Обалле, яка сказала, що не знала, що у неї була зброя.
Незважаючи на заперечення деяких історичних груп, у 2002 році його було знищено, а частини кинуто в затоку Корпус-Крісті .
Сальдівар просила Техаський апеляційний кримінальний суд прийняти петицію про оскарження її засудження. Вона стверджувала, що петицію було подано у 2000 році до 214-го окружного суду, але так і не було надіслано до суду вищої інстанції. Її запит надійшов 31 березня 2008 року, в день 13 річниці смерті Селени.

## У масовій культурі
Сальдівар зіграла Лупе Онтіверос у фільмі «Селена»,  Дамаянті Кінтанар у серіалі «Секрет Селени», заснованому на однойменній книзі,  і Наташа Перес в оригінальному серіалі Netflix «Селена: Серіал» . 
У 2017 році Салдівар зіграла Е. А. Костільо в телевізійному документальному фільмі «Вбивство зробило мене знаменитим».